# Connor
Connor är en rollfigur i TV-serien Angel som spelas av Vincent Kartheiser. 
Connor är son till Angel och Darla och eftersom hans existens är "omöjlig" (vampyrer kan inte få barn) kan han göra en annan omöjlig födsel möjlig. 
När Connor bara var en liten bebis kidnappar Angels gamla fiende Daniel Holtz honom. Holtz tog Connor till en helvetesdimension vid namn Qour-Toth. Holtz uppfostrade Connor i Qour-Toth och Connor såg Holtz som sin far. Holtz berättade för Connor att hans riktiga far, Angelus, var en blodtörstig vampyr som mördat Holtz familj för länge sedan. 
Senare under säsong tre återvänder Connor till serien för att döda Angel. Cordelia kommer under samma tid tillbaka från sin tid som "högre varelse" och Connor och Cordy utvecklar ett något oaccepterat förhållande. Cordy blir "gravid" och deras "dotter" Jasmine föder sig själv till världen. 
I slutet av säsong fyra blir Angels enda krav till Wolfram & Hart att de raderar Connors minne och skriver om historien och allas minnen till att Connor vuxit upp i annan familj där han alltid känt sig trygg och älskad.